# Pont-Hébert
Pont-Hébert è un comune francese di 1 835 abitanti situato nel dipartimento della Manica nella regione della Normandia.

## Società

### Evoluzione demografica
Abitanti censiti